# 巴恩斯冰川
67°32′S 66°25′W / 67.533°S 66.417°W
巴恩斯冰川是南極洲的冰川，位於葛拉漢地的盧貝海岸，最終注入布林德灣，以加拿大物理學家命名，該冰川現時由南極條約體系管理。